# Snakes & Arrows Live (video)
Snakes & Arrows Live è un video concerto della rock band canadese Rush pubblicato il 24 novembre 2008, sia in versione DVD che blu-ray. È stato registrato il 16 e 17 novembre 2007 presso l'Ahoy Arena di Rotterdam, nei Paesi Bassi durante la prima leg dello Snakes & Arrows Tour, con materiale aggiuntivo registrato durante la seconda leg del tour, il 22 giugno 2008 al Verizon Wireless Amphitheatre at Encore Park di Alpharetta, Atlanta, Stati Uniti.
Certificato due volte platino il 20 aprile 2010 dalla RIAA.
Il video concerto include nei primi due dischi l'intera scaletta degli show eseguiti durante la prima leg del tour, già pubblicata con ugual titolo in versione CD il 15 aprile 2008, più alcuni extra; il terzo disco, intitolato Oh, Atlanta (The Authorized Bootlegs), include invece 4 brani eseguiti solo durante la seconda leg del tour, nel 2008.

## Tracce

### Disco 1
1. Limelight
2. Digital Man
3. Entre Nous
4. Mission
5. Freewill
6. The Main Monkey Business
7. The Larger Bowl (A Pantoum)
8. Secret Touch
9. Circumstances
10. Between The Wheels
11. Dreamline

#### Extra
- Harry Satchel in "What's That Smell?" (Video introduttivo la seconda parte del concerto utilizzato nella seconda leg)
- 2007 Tour Outtakes
- "What's That Smell?" Outtakes
- Far Cry (Alternate cut featuring rear screen footage)
- The Way the Wind Blows (Alternate cut featuring rear screen footage)
- Red Sector A (registrato live durante l'R30: 30th Anniversary Tour)

### Disco 2
1. Far Cry
2. Workin' Them Angels
3. Armor and Sword
4. Spindrift
5. The Way the Wind Blows
6. Subdivisions
7. Natural Science
8. Witch Hunt
9. Malignant Narcissism
10. De Slagwerker
11. Hope
12. Distant Early Warning
13. The Spirit of Radio
14. Tom Sawyer
15. One Little Victory
16. A Passage to Bangkok
17. YYZ

### Disco 3

#### Oh, Atlanta (The Authorized Bootlegs)
1. Ghost of a Chance
2. Red Barchetta
3. The Trees
4. 2112 (Overture, The Temples of Syrinx)

## Formazione
- Geddy Lee: basso, voce, sintetizzatori
- Alex Lifeson: chitarra elettrica ed acustica
- Neil Peart: batteria e percussioni